# 최상선 (레슬링 선수)
최상선(崔尙先, 1972년 2월 13일~)은 대한민국의 레슬링인이다. 1996년과 2000년 하계 올림픽에 참가했으며 1998년 세계 선수권 대회에서 남자 그레코로만형 라이트급에서 동메달을 획득했다.